# Stélios Andréou
Pour les articles homonymes, voir Andréou.
Stélios Andréou (en grec moderne : Στέλιος Ανδρέου), né le 24 juillet 2002 à Nicosie, est un footballeur international chypriote qui évolue au poste de défenseur central au Widzew Łódź.

## Biographie

### Carrière en club

#### Olympiakos Nicosie
Issu de l'académie de l'Olympiakos Nicosie, Stélios Andréou fait ses débuts en équipe première le 23 août 2020, lors d'un match de première division chypriote perdu 1-2 contre l'AEL Limassol.

#### Charleroi SC
Après une première saison pleine à Chypre, il est transféré au RSC Charleroi en championnat belge à l'été 2021, alors qu'il n'a encore que 18 ans,.
Il s'impose d'emblée comme un titulaire indiscutable dès le début de la saison 2021-2022.
Après un premier tour excellent, Stelios Andreou perd sa place de titulaire au profit de son concurrent, le Nigérian Valentine Ozornwafor.
Le 12 mars 2022, il marque son premier but pour les Zèbres (match nul à Malines, 2-2).

### Carrière en sélection
Le 27 mars 2021, il fait ses débuts avec l'équipe de Chypre, entrant en jeu à 8 minutes de la fin, remplaçant Konstantínos Laïfis lors de la défaite 1-0 des siens contre la Croatie, lors des qualifications pour la Coupe du monde 2022, où il ne permet pas aux siens de renverser un score acquis en première période par les vice-champions du monde en titre,,.

## Style de jeu
Défenseur central, Stélios Andréou est capable de jouer autant comme axial dans une défense à trois que comme central gauche dans une défense à quatre, son positionnement préférentiel à l'AEL Limassol au coté de Constantinos Soteriou (en), où il a cependant aussi évolué comme arrière droit.

## Statistiques
| Saison                | Club                  | Championnat           | Championnat | Championnat | Coupe(s) nationale(s) | Coupe(s) nationale(s) | Compétition(s) continentale(s) | Compétition(s) continentale(s) | Compétition(s) continentale(s) | Total | Total |
| Saison                | Club                  | Division              | M.          | B.          | M.                    | B.                    | Comp.                          | M.                             | B.                             | M.    | B.    |
| 2020-2021             | Olympiakos Nicosie    | Cyta Championship     | 34          | 1           | 7                     | 1                     | -                              | -                              | -                              | 41    | 2     |
| Sous-total            | Sous-total            | Sous-total            | 34          | 1           | 7                     | 1                     | -                              | 0                              | 0                              | 41    | 2     |
| 2021-2022             | Charleroi SC          | Jupiler Pro League    | 27          | 1           | 1                     | 0                     | -                              | -                              | -                              | 28    | 1     |
| 2022-2023             | Charleroi SC          | Jupiler Pro League    | 23          | 0           | 1                     | 0                     | -                              | -                              | -                              | 24    | 0     |
| 2023-2024             | Charleroi SC          | Jupiler Pro League    | 33          | 1           | 2                     | 0                     | -                              | -                              | -                              | 35    | 1     |
| 2024-2025             | Charleroi SC          | Jupiler Pro League    | 38          | 1           | 1                     | 0                     | -                              | -                              | -                              | 39    | 1     |
| Sous-total            | Sous-total            | Sous-total            | 121         | 3           | 5                     | 0                     | -                              | 0                              | 0                              | 126   | 3     |
| 2025-2026             | Widzew Łódź           | Ekstraklasa           | 1           | 0           | -                     | -                     | -                              | -                              | -                              | 1     | 0     |
| Sous-total            | Sous-total            | Sous-total            | 1           | 0           | 0                     | 0                     | -                              | 0                              | 0                              | 1     | 0     |
| Total sur la carrière | Total sur la carrière | Total sur la carrière | 156         | 3           | 12                    | 1                     | -                              | 0                              | 0                              | 168   | 4     |

## Palmarès

### En club

#### Olympiakos Nicosie
- Finaliste de la Coupe de Chypre en 2021